# Cordilura bezzii
Cordilura bezzii är en tvåvingeart som först beskrevs av Sack 1937.  Cordilura bezzii ingår i släktet Cordilura och familjen kolvflugor. Inga underarter finns listade i Catalogue of Life.